# Grand Prix-wegrace van Joegoslavië 1990
De Grand Prix-wegrace van Joegoslavië 1990 was de zevende race van het wereldkampioenschap wegrace-seizoen 1990. De race werd verreden op 17 juni 1990 op het Automotodrom Grobnik nabij Rijeka, Joegoslavië.

## Uitslag

### 500 cc
| Pos | Rijder               | Constructeur | Ronden | Tijd        | Grid | Punten |
| --- | -------------------- | ------------ | ------ | ----------- | ---- | ------ |
| 1   | Wayne Rainey         | Yamaha       | 32     | 48:10.806   | 1    | 20     |
| 2   | Kevin Schwantz       | Suzuki       | 32     | +10.074     | 2    | 17     |
| 3   | Niall Mackenzie      | Suzuki       | 32     | +33.685     | 3    | 15     |
| 4   | Mick Doohan          | Honda        | 32     | +43.530     | 5    | 13     |
| 5   | Jean-Philippe Ruggia | Yamaha       | 32     | +1:11.447   | 8    | 11     |
| 6   | Marco Papa           | Honda        | 31     | +1 ronde    | 12   | 10     |
| 7   | Cees Doorakkers      | Honda        | 30     | +2 ronden   | 15   | 9      |
| 8   | Karl Truchsess       | Honda        | 30     | +2 ronden   | 14   | 8      |
| 9   | Nicholas Schmassman  | Honda        | 28     | +4 ronden   | 16   | 7      |
| DNF | Vittorio Scatola     | Paton        |        | Uitgevallen | 13   |        |
| DNF | Sito Pons            | Honda        |        | Ongeluk     | 6    |        |
| DNF | Ron Haslam           | Cagiva       |        | Ongeluk     | 10   |        |
| DNF | Randy Mamola         | Cagiva       |        | Ongeluk     | 7    |        |
| DNF | Juan Garriga         | Yamaha       |        | Uitgevallen | 9    |        |
| DNF | Pierfrancesco Chili  | Honda        |        | Ongeluk     | 4    |        |
| DNF | Alex Barros          | Cagiva       |        | Ongeluk     | 11   |        |
| DNS | Christian Sarron     | Yamaha       | 0      | Blessure    |      |        |

### 250 cc
De race werd gestopt na 24 van de 26 ronden na een zwaar ongeluk en als gevolg hiervan werden de standen aan het einde van ronde 23 gebruikt als de definitieve uitslag. In ronde 24 zette de kopgroep de langzaam rijdende Darren Milner, die onderweg was naar de pits met een mechanisch probleem, op een ronde. De eerste vijf rijders konden Milner, die op de ideale lijn reed, ontwijken, maar de zesde coureur, Reinhold Roth, reed op volle snelheid tegen hem aan zonder hem gezien te hebben. Àlex Crivillé, de zevende coureur, kon de twee coureurs niet ontwijken en viel ook. Hij was licht geblesseerd, maar Roth belandde in een coma met vele kwetsuren, waarvan een zware schedelbasisfractuur en hersenbloedingen de ernstigste waren. Zijn hersenen kregen acht minuten lang geen zuurstof en hierna werd de kans op overleven geschat op 10%. Hij verbleef twee weken in een ziekenhuis in Rijeka, waarna hij naar een kliniek in het Duitse Ravensburg werd gebracht. Na ruim een half jaar ontwaakte hij uit zijn coma en na twee jaar revalidatie mocht hij naar huis. Roth bleef wel voor de rest van zijn leven in een rolstoel en zijn geestelijke toestand is te vergelijken met die van een klein kind.
| Pos | Rijder             | Constructeur | Ronden | Tijd                | Grid | Punten |
| --- | ------------------ | ------------ | ------ | ------------------- | ---- | ------ |
| 1   | Carlos Cardús      | Honda        | 23     | 35:46.457           | 4    | 20     |
| 2   | John Kocinski      | Yamaha       | 23     | +0.061              | 1    | 17     |
| 3   | Martin Wimmer      | Aprilia      | 23     | +0.231              | 9    | 15     |
| 4   | Luca Cadalora      | Yamaha       | 23     | +0.293              | 2    | 13     |
| 5   | Helmut Bradl       | Yamaha       | 23     | +0.476              | 3    | 11     |
| 6   | Reinhold Roth      | Honda        | 23     | +0.611              | 5    | 10     |
| 7   | Àlex Crivillé      | Yamaha       | 23     | +1.094              | 8    | 9      |
| 8   | Jacques Cornu      | Honda        | 23     | +12.258             | 6    | 8      |
| 9   | Carlos Lavado      | Aprilia      | 23     | +24.138             | 12   | 7      |
| 10  | Jochen Schmid      | Honda        | 23     | +24.778             | 16   | 6      |
| 11  | Andreas Preining   | Honda        | 23     | +24.779             | 15   | 5      |
| 12  | Masahiro Shimizu   | Honda        | 23     | +24.958             | 14   | 4      |
| 13  | Corrado Catalano   | Aprilia      | 23     | +52.691             | 29   | 3      |
| 14  | Marcellino Lucchi  | Aprilia      | 23     | +52.832             | 10   | 2      |
| 15  | Bernd Kassner      | Yamaha       | 23     | +53.163             | 18   | 1      |
| 16  | Adrien Morillas    | Aprilia      | 23     | +54.426             | 28   |        |
| 17  | Alain Bronec       | Aprilia      | 23     | +54.596             | 27   |        |
| 18  | Erich Neumair      | Yamaha       | 23     | +54.737             | 17   |        |
| 19  | Paolo Casoli       | Yamaha       | 23     | +1:01.060           | 31   |        |
| 20  | Bernard Haenggeli  | Aprilia      | 23     | +1:10.010           | 23   |        |
| 21  | Hans Becker        | Yamaha       | 23     | +1:18.851           | 30   |        |
| 22  | Urs Jücker         | Yamaha       | 23     | +1:19.483           | 33   |        |
| 23  | Jean Foray         | Yamaha       | 23     | +1:20.181           | 34   |        |
| DNF | Harald Eckl        | Aprilia      |        | Uitgevallen         | 20   |        |
| DNF | Andreas Borgonovo  | Aprilia      |        | Uitgevallen         | 22   |        |
| DNF | Loris Reggiani     | Aprilia      |        | Uitgevallen         | 11   |        |
| DNF | Darren Milner      | Aprilia      |        | Uitgevallen         | 37   |        |
| DNF | Rachel Nicotte     | Yamaha       |        | Uitgevallen         | 36   |        |
| DNF | José Barresi       | Yamaha       |        | Uitgevallen         | 35   |        |
| DNF | Renzo Colleoni     | Aprilia      |        | Uitgevallen         | 21   |        |
| DNF | Alberto Rota       | Aprilia      |        | Uitgevallen         | 26   |        |
| DNF | Kevin Mitchell     | Yamaha       |        | Uitgevallen         | 32   |        |
| DNF | Didier de Radiguès | Aprilia      |        | Uitgevallen         | 7    |        |
| DNF | Fausto Ricci       | Aprilia      |        | Uitgevallen         | 24   |        |
| DNF | Albero Puig        | Yamaha       |        | Uitgevallen         | 19   |        |
| DNS | Wilco Zeelenberg   | Honda        | 0      | Blessure            | 13   |        |
| DNS | Dominique Sarron   | Honda        | 0      | Niet gestart        | 25   |        |
| DNQ | Jorge Martínez     | JJ Cobas     | 0      | Niet gekwalificeerd |      |        |

### 125 cc
De race werd stilgelegd na een valpartij in de eerste ronde waarbij twaalf coureurs betrokken waren. Vijf van hen gingen niet van start bij de hervatting van de race.
| Pos | Rijder              | Constructeur | Ronden | Tijd                | Grid | Punten |
| --- | ------------------- | ------------ | ------ | ------------------- | ---- | ------ |
| 1   | Stefan Prein        | Honda        | 19     | 31:36.931           | 2    | 20     |
| 2   | Loris Capirossi     | Honda        | 19     | +0.030              | 6    | 17     |
| 3   | Bruno Casanova      | Aprilia      | 19     | +0.118              | 5    | 15     |
| 4   | Ralf Waldmann       | Rotax        | 19     | +0.273              | 11   | 13     |
| 5   | Doriano Romboni     | Honda        | 19     | +0.461              | 4    | 11     |
| 6   | Fausto Gresini      | Honda        | 19     | +0.572              | 14   | 10     |
| 7   | Adolf Stadler       | JJ Cobas     | 19     | +0.749              | 8    | 9      |
| 8   | Maurizio Vitali     | Gazzaniga    | 19     | +0.852              | 12   | 8      |
| 9   | Alessandro Gramigni | Aprilia      | 19     | +0.892              | 3    | 7      |
| 10  | Robin Milton        | Honda        | 19     | +2.751              | 23   | 6      |
| 11  | Heinz Lüthi         | Honda        | 19     | +3.378              | 13   | 5      |
| 12  | Hans Spaan          | Honda        | 19     | +10.209             | 17   | 4      |
| 13  | Dirk Raudies        | Honda        | 19     | +16.001             | 10   | 3      |
| 14  | Johnny Wickström    | JJ Cobas     | 19     | +22.933             | 16   | 2      |
| 15  | Robin Appleyard     | Honda        | 19     | +31.727             | 30   | 1      |
| 16  | Stefan Kurfiss      | Honda        | 19     | +36.644             | 24   |        |
| 17  | Manuel Hernández    | Honda        | 19     | +37.490             | 33   |        |
| 18  | Hans Koopman        | Honda        | 19     | +40.524             | 31   |        |
| 19  | Peter Galvin        | Honda        | 19     | +41.028             | 29   |        |
| 20  | Zdravko Matulja     | Honda        | 19     | +41.628             | 36   |        |
| 21  | Jos van Dongen      | Honda        | 19     | +47.417             | 21   |        |
| DNF | Mike Leitner        | Honda        |        | Uitgevallen         | 35   |        |
| DNF | Manuel Herreros     | JJ Cobas     |        | Uitgevallen         | 19   |        |
| DNF | Gabriele Debbia     | Aprilia      |        | Ongeluk             | 9    |        |
| DNF | Steve Patrickson    | Honda        |        | Uitgevallen         | 28   |        |
| DNF | Julián Miralles     | JJ Cobas     |        | Ongeluk             | 15   |        |
| DNF | Hubert Abold        | Rotax        |        | Uitgevallen         | 26   |        |
| DNF | Alan Scott          | Honda        |        | Uitgevallen         | 25   |        |
| DNF | Thierry Feuz        | Honda        |        | Ongeluk             | 7    |        |
| DNF | Alfred Waibel       | Honda        |        | Ongeluk             | 18   |        |
| DNF | Jorge Martínez      | JJ Cobas     |        | Uitgevallen         | 1    |        |
| DNS | Peter Öttl          | Rotax        | 0      | Ongeluk in race 1   | 20   |        |
| DNS | Stefan Dörflinger   | Aprilia      | 0      | Ongeluk in race 1   | 22   |        |
| DNS | Emilio Cuppini      | Honda        | 0      | Ongeluk in race 1   | 27   |        |
| DNS | Hisashi Unemoto     | Honda        | 0      | Ongeluk in race 1   | 32   |        |
| DNS | Bady Hassaine       | Honda        | 0      | Ongeluk in race 1   | 34   |        |
| DNQ | Jaime Mariano       | Casal        | 0      | Niet gekwalificeerd |      |        |
| DNQ | Stuart Edwards      | Honda        | 0      | Niet gekwalificeerd |      |        |
| DNQ | Janez Pintar        | Honda        | 0      | Niet gekwalificeerd |      |        |
| DNQ | Herri Torrontegui   | Honda        | 0      | Niet gekwalificeerd |      |        |
| DNQ | Flemming Kistrup    | Honda        | 0      | Niet gekwalificeerd |      |        |
| DNQ | Hervé Duffard       | Honda        | 0      | Niet gekwalificeerd |      |        |
| DNQ | José Saez           | Honda        | 0      | Niet gekwalificeerd |      |        |
| DNQ | Stefan Brägger      | Aprilia      | 0      | Niet gekwalificeerd |      |        |
| DNQ | Antonio Sanchez     | JJ Cobas     | 0      | Niet gekwalificeerd |      |        |
| DNQ | Jean-Claude Selini  | Honda        | 0      | Niet gekwalificeerd |      |        |
| DNQ | Taru Rinne          | Honda        | 0      | Niet gekwalificeerd |      |        |
| DNQ | Gabriele Gnani      | Gnani        | 0      | Niet gekwalificeerd |      |        |
| DNQ | Javier Arumi        | Honda        | 0      | Niet gekwalificeerd |      |        |
| DNQ | Joaquín Galí        | Honda        | 0      | Niet gekwalificeerd |      |        |

### Zijspanklasse
| Pos | Rijder             | Bakkenist        | Constructeur | Punten |
| --- | ------------------ | ---------------- | ------------ | ------ |
| 1   | Alain Michel       | Simon Birchall   | LCR-Krauser  | 20     |
| 2   | Egbert Streuer     | Geral de Haas    | LCR-Yamaha   | 17     |
| 3   | Steve Webster      | Gavin Simmons    | LCR-Krauser  | 15     |
| 4   | Rolf Biland        | Kurt Waltisperg  | LCR-Krauser  | 13     |
| 5   | Yoshisada Kumagaya | Brian Houghton   | Windle-JPX   | 11     |
| 6   | Alfred Zurbrügg    | Martin Zurbrügg  | LCR-Krauser  | 10     |
| 7   | René Progin        | Gary Irlam       | LCR-Krauser  | 9      |
| 8   | Masato Kumano      | Eckart Rösinger  | LCR-TEC      | 8      |
| 9   | Markus Egloff      | Urs Egloff       | SMS-Yamaha   | 7      |
| 10  | Barry Brindley     | Julian Tailford  | LCR-Yamaha   | 6      |
| 11  | Klaus Klaffenböck  | Christian Parzer | LCR-Yamaha   | 5      |
| 12  | Derek Jones        | Peter Brown      | LCR-Yamaha   | 4      |
| 13  | Ralph Bohnhorst    | Thomas Böttcher  | LCR-Yamaha   | 3      |
| 14  | Barry Smith        | David Smith      | Windle-ADM   | 2      |
| 15  | Fritz Stölzle      | Hubert Stölzle   | LCR-Krauser  | 1      |

1972 · 1973 · 1974 · 1975 · 1976 · 1977 · 1978 · 1979 · 1980 · 1981 · 1982 · 1983 · 1984 · 1985 · 1986 · 1987 · 1988 · 1989 · 1990